# Cordylinae
Cordylinae – podrodzina jaszczurek z rodziny szyszkowcowatych (Cordylidae).

## Zasięg występowania
Podrodzina obejmuje gatunki występujące w Afryce Subsaharyjskiej.

## Podział systematyczny
Do podrodziny należą następujące rodzaje:
- Chamaesaura Schneider, 1801
- Cordylus Laurenti, 1768
- Hemicordylus Smith, 1838
- Karusasaurus Stanley, Bauer, Jackman, Branch & Mouton, 2011
- Namazonurus Stanley, Bauer, Jackman, Branch & Mouton, 2011
- Ninurta Stanley, Bauer, Jackman, Branch & Mouton, 2011 – jedynym przedstawicielem jest Ninurta coeruleopunctatus (Hewitt & Methuen, 1913)
- Ouroborus Stanley, Bauer, Jackman, Branch & Mouton, 2011 – jedynym przedstawicielem jest Ouroborus cataphractus (Boie, 1828) – szyszkowiec mały[4]
- Pseudocordylus Smith, 1838
- Smaug Stanley, Bauer, Jackman, Branch & Mouton, 2011